# 宮野幸子
宮野 幸子（みやの さちこ、1969年1月13日 - ）は、日本の作曲家、編曲家、オーケストレーター、ミュージシャン。神奈川県横浜市出身。株式会社シャングリラ代表取締役。

## 来歴
東京芸術大学音楽学部作曲科を卒業。
2001年頃より音楽活動を開始し、2010年にオーケストレーション専門の音楽事務所シャングリラを設立。主に映画やテレビドラマの音楽のオーケストレーターとして活動しており、現在までに数多くの作品に参加している。
特に加羽沢美濃、梅林茂、蓜島邦明、遠藤浩二といった劇伴作曲家による作品をオーケストレーションする例が多い。また、アイドルグループである嵐の「Dear Snow」の編曲など、アーティストの楽曲アレンジもおこなう。
ゲーム音楽の分野でもオーケストレーションで数多くの作品に参加。ゲームでの初担当作品は『RIZ-ZOAWD』。スクウェア・エニックスの「ファイナルファンタジー」シリーズや、バンダイナムコの「ゴッドイーター」シリーズなどに参加している。『聖剣伝説2 SECRET of MANA』では「天使の怖れ」の編曲を担当した。
なお、オーケストレーションを専門とする「オーケストレーター」という肩書を日本で初めて使ったのは宮野が最初だという。